# 闇影之心：來自新世界
《闇影之心：來自新世界》是日本遊戲公司Aruze，於2005年7月28日在PlayStation 2發售的電子角色扮演遊戲。

## 外部連結
- 《闇影之心：來自新世界》官方網站 （页面存档备份，存于）